# Montagnes russes sans sol

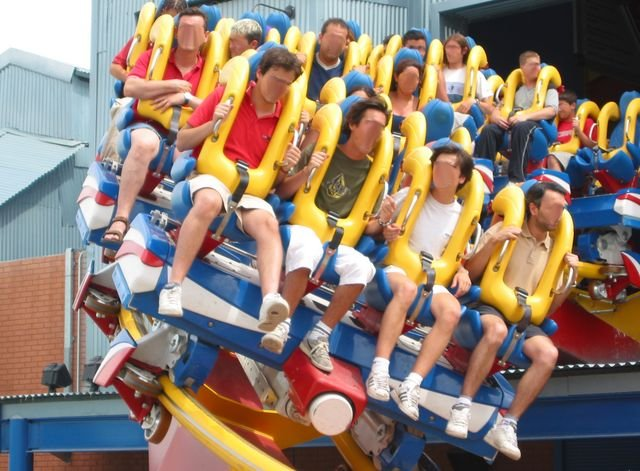
Superman: La Atracción de Acero, à Parque Warner Madrid.

Les montagnes russes sans sol (floorless roller coaster) sont une amélioration des montagnes russes en acier. Inventées par Bolliger & Mabillard, leur parcours est un circuit classique de montagnes russes, comportant généralement plusieurs inversions. Cependant, les trains ne possèdent pas de planchers, ce qui donne aux visiteurs l'impression que leurs jambes « flottent » au-dessus du rail.
Les premières montagnes russes sans sol ouvrent au parc Six Flags Great Adventure, situé à Jackson dans le New Jersey aux États-Unis. Il s'agit de Medusa.

## Montagnes russes
| Nom                             | Hauteur     | Nombre d'inversions | Parc                        | Pays       | Date d'ouverture |
| ------------------------------- | ----------- | ------------------- | --------------------------- | ---------- | ---------------- |
| Bizarro                         | 43 mètres   | 7                   | Six Flags Great Adventure   | États-Unis | 1999             |
| Superman: Krypton Coaster       | 51 mètres   | 6                   | Six Flags Fiesta Texas      | États-Unis | 2000             |
| Medusa                          | 46 mètres   | 7                   | Six Flags Discovery Kingdom | États-Unis | 2000             |
| Dominator                       | 48 mètres   | 5                   | Kings Dominion              | États-Unis | 2000             |
| Kraken                          | 45 mètres   | 7                   | SeaWorld Orlando            | États-Unis | 2000             |
| Insane Speed                    | 40 mètres   | 4                   | Janfusun Fancyworld         | Taïwan     | 2001             |
| Superman: La Atracción de Acero | 50 mètres   | 7                   | Parque Warner Madrid        | Espagne    | 2002             |
| Batman - The Dark Knight        | 36 mètres   | 5                   | Six Flags New England       | États-Unis | 2002             |
| Scream!                         | 46 mètres   | 7                   | Six Flags Magic Mountain    | États-Unis | 2003             |
| Dæmonen                         | 28 mètres   | 3                   | Jardins de Tivoli           | Danemark   | 2004             |
| Hydra the Revenge               | 29 mètres   | 7                   | Dorney Park                 | États-Unis | 2005             |
| SheiKra                         | 61 mètres   | 1                   | Busch Gardens Tampa         | États-Unis | 2005             |
| Griffon                         | 62,5 mètres | 2                   | Busch Gardens Williamsburg  | États-Unis | 2007             |
| Dive Coaster                    | 60 mètres   | 1                   | Chimelong Paradise          | Chine      | 2008             |
| Krake                           | 41 mètres   | 1                   | Heide Park                  | Allemagne  | 2011             |
| Hair Raiser                     | 35 mètres   | 4                   | Ocean Park Hong Kong        | Chine      | 2011             |
| Nitro                           | 40,2 mètres | 5                   | Adlabs Imagica              | Inde       | 2013             |
| Rougarou                        | 44,2 mètres | 4                   | Cedar Point                 | États-Unis | 2015             |
| Patriot                         | 27,7 mètres | 2                   | California's Great America  | États-Unis | 2017             |
| Firebird                        | 30,5 mètres | 2                   | Six Flags America           | États-Unis | 2019             |

- Griffon, SheiKra et Dive Coaster, en plus d'être des montagnes russes sans sol, sont également des méga montagnes russes et des machines plongeantes. Krake est aussi une machine plongeante.

## Galerie

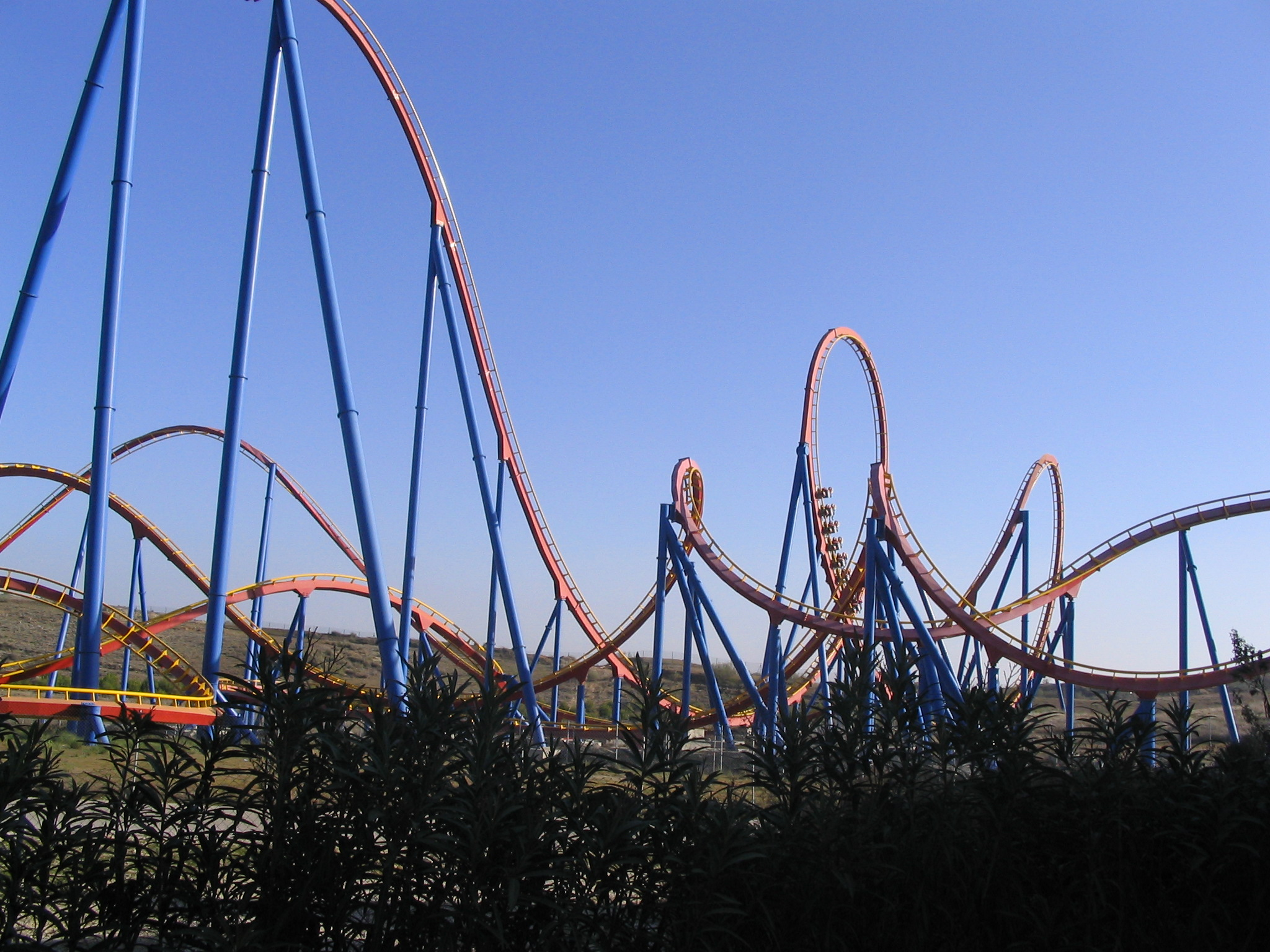
Superman: La Atracción de Acero, à Parque Warner Madrid.
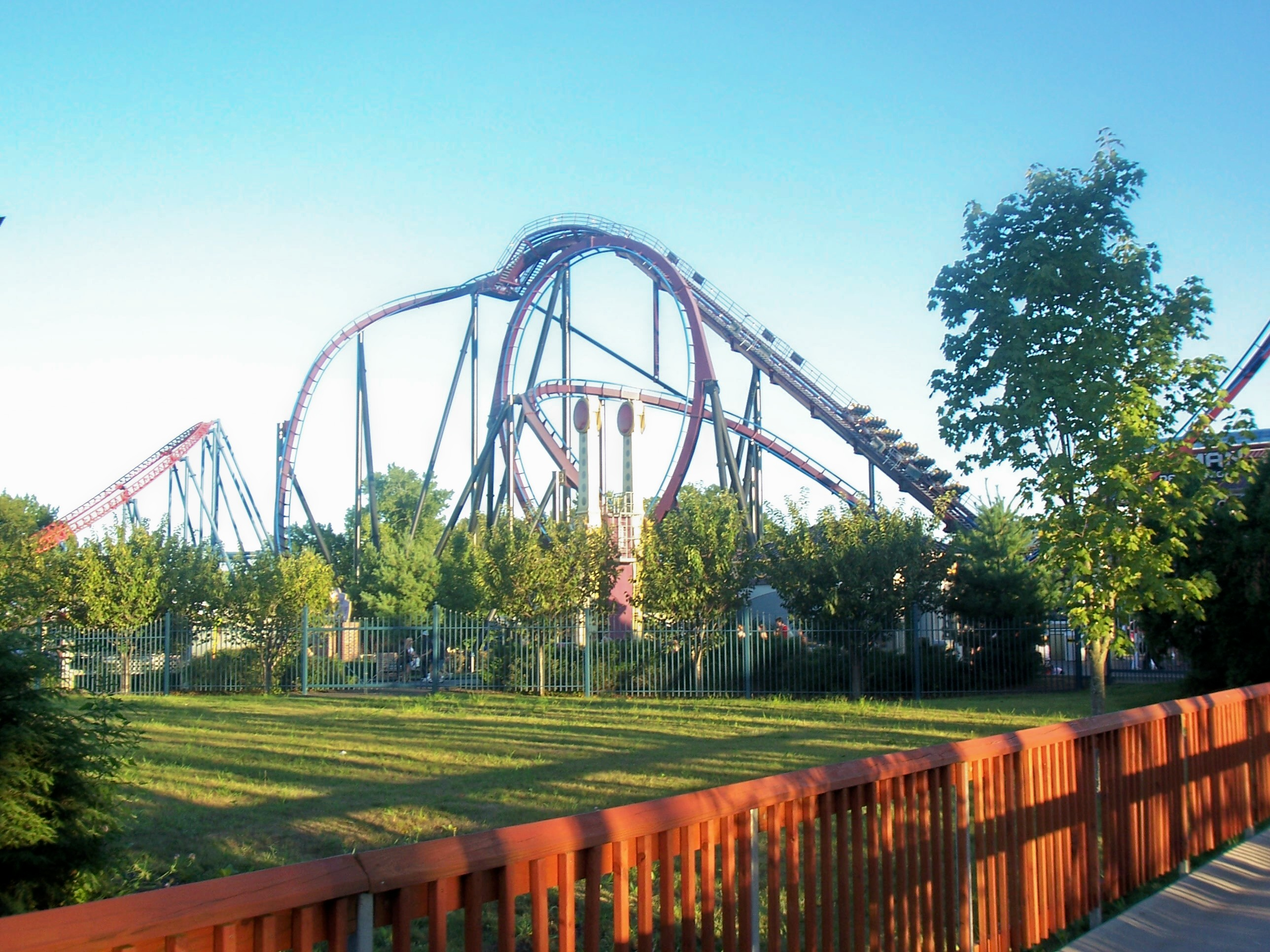
Batman - The Dark Knight, à Six Flags New England.
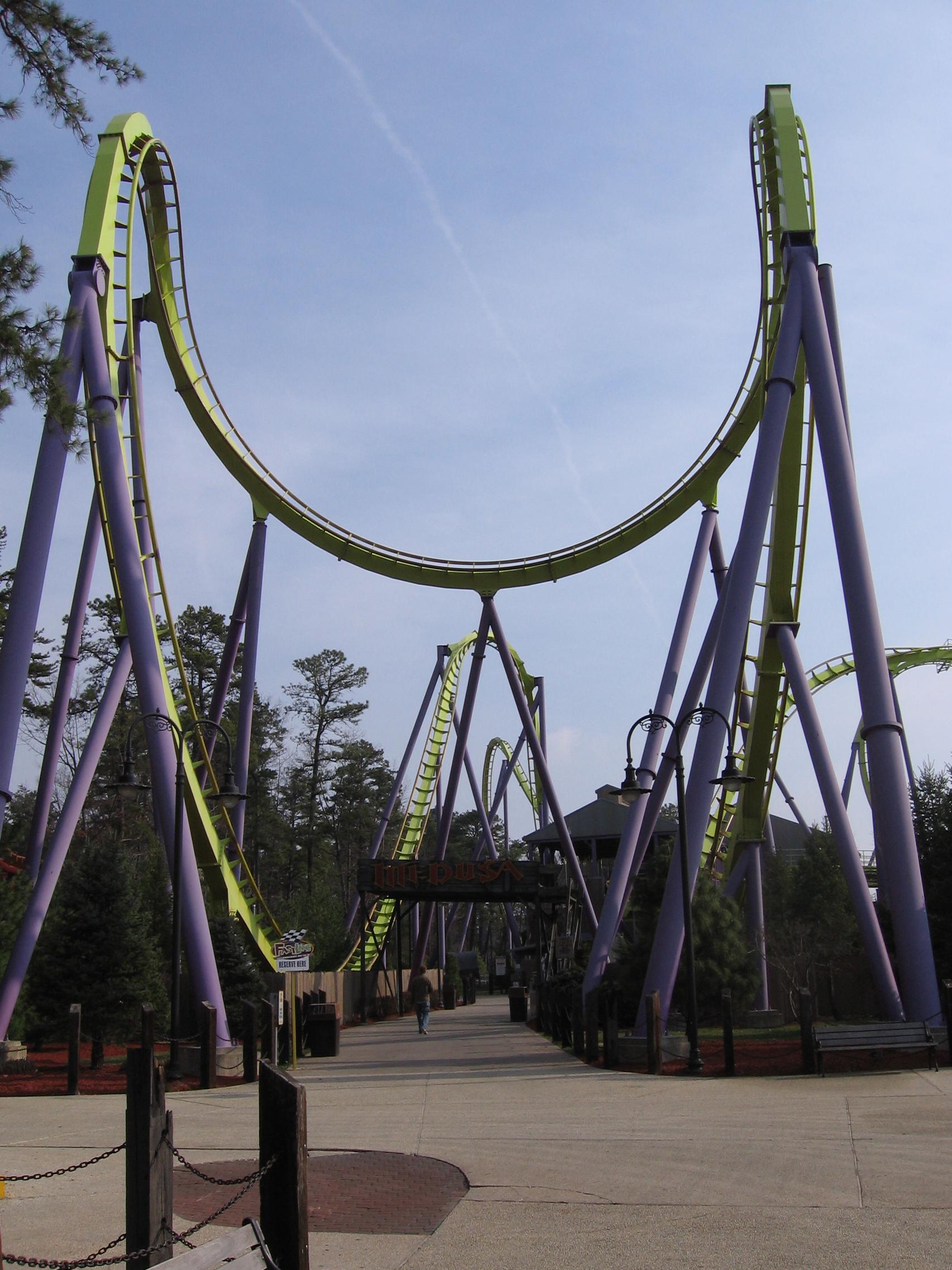
Medusa, à Six Flags Great Adventure.
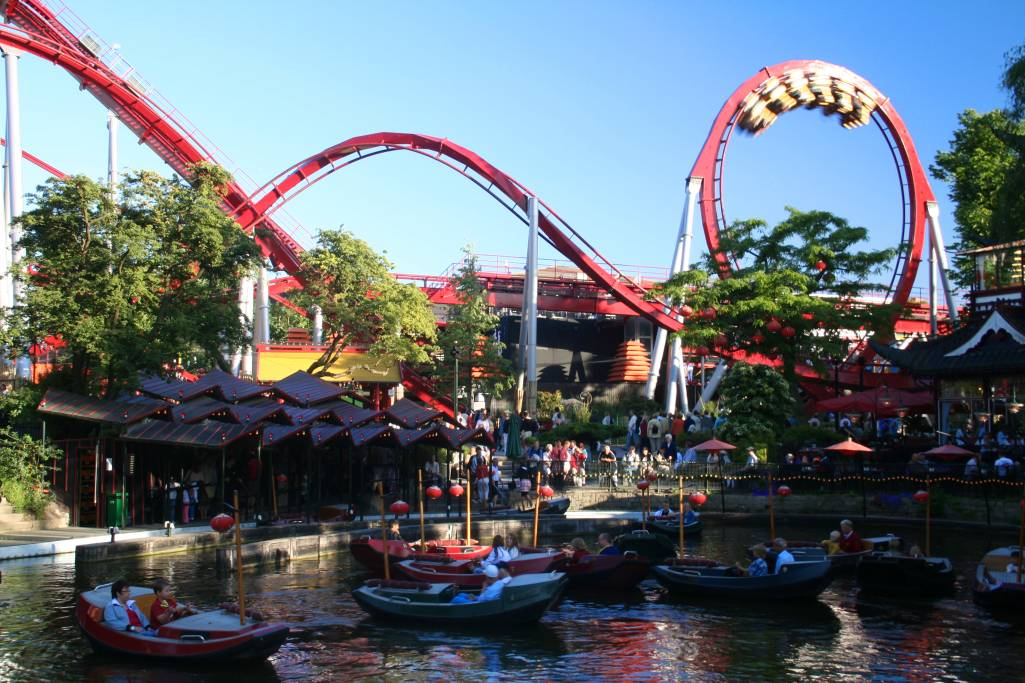
Dæmonen, aux Jardins de Tivoli.
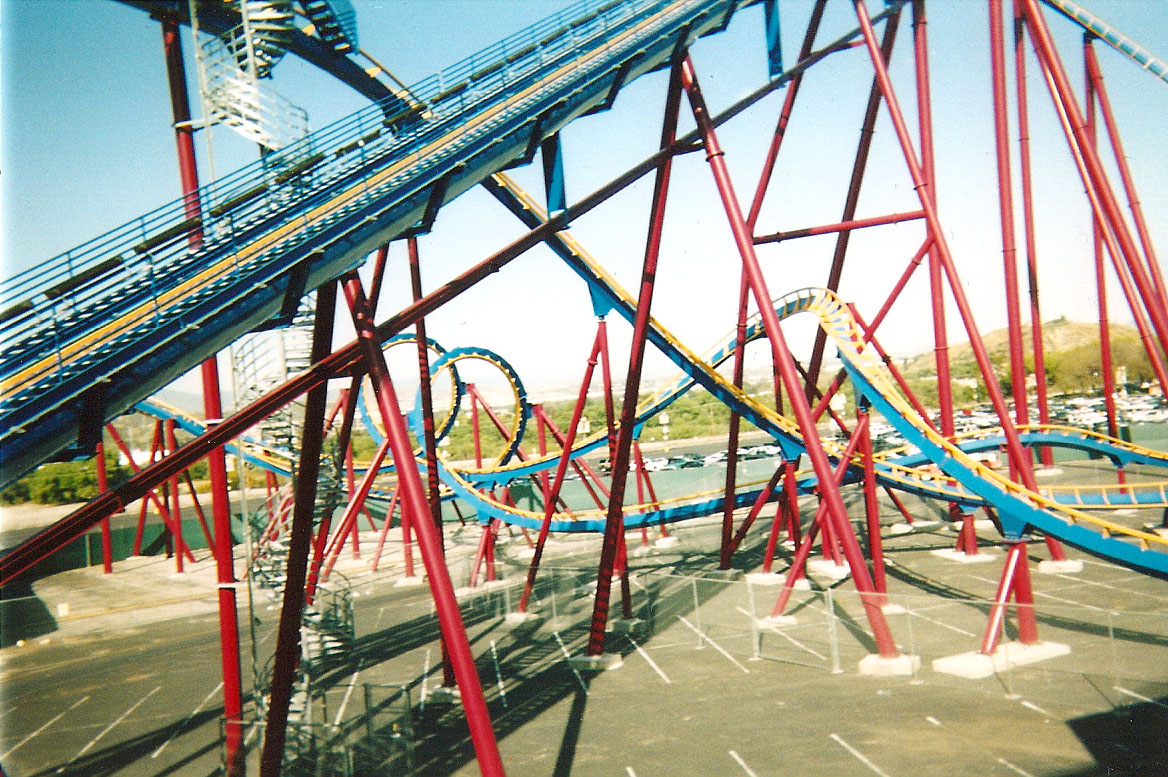
Scream!, à Six Flags Magic Mountain.